# NGC 212
NGC 212 (ook wel GC 110, ESO 150-18, h 2336, PGC 2417 of AM 0038-562) is een elliptisch sterrenstelsel in het sterrenbeeld Phoenix. Het hemelobject werd op 28 oktober 1834 ontdekt door de Britse astronoom John Herschel.